# Einband-Europameisterschaft 1971

Logo CEB (ausrichtender Verband)

Veranstaltungsort: Eupen

Die Einband-Europameisterschaft 1971 war das 19. Turnier in dieser Disziplin des Karambolagebillards und fand vom 20. bis zum 23. Mai 1971 in Eupen statt. Es war die dritte Einband-Europameisterschaft in Belgien.

## Geschichte
Die Europameisterschaft in Eupen endete mit einem überraschenden Sieg von Ludo Dielis, der sich im Einband seinen ersten EM-Titel sicherte. Nachdem Dielis gegen Roland Dufetelle Unentschieden gespielt hatte, brauchte er in der letzten Partie gegen Raymond Ceulemans, der bis dahin ungeschlagen war, unbedingt einen Sieg zum Titelgewinn. Mit 200:111 in 18 Aufnahmen gelang ihm das auch. Für Ceulemans war es die mit Abstand schlechteste Partie des Turniers und die erst zweite Niederlage bei einer Einbnd-EM bei acht Teilnahmen. Trotzdem war er der Star dieser Meisterschaft. Denn er schraubte alle Europarekorde in bis dahin nie erreichte Dimensionen. Die neuen Bestmarken lauteten: 15,98 im GD, 50,00 im BED und 141 in der Höchstserie. Der Niederländer Henk de Kleine wurde Dritter.

## Turniermodus
Es wurde im Round Robin System bis 200 Punkte gespielt. Es wurde mit Nachstoß gespielt. Damit waren Unentschieden möglich.
Bei MP-Gleichstand wird in folgender Reihenfolge gewertet:
1. MP = Matchpunkte
2. GD = Generaldurchschnitt
3. HS = Höchstserie

## Abschlusstabelle
| MP    | Match Points (Sieger = 2; Unentschieden = 1; Verlierer = 0) |
| Pkte. | Erzielte Karambolagen                                       |
| Aufn. | Benötigte Versuche                                          |
| GD    | Generaldurchschnitt                                         |
| BED   | Bester Einzeldurchschnitt eines Spielers                    |
| HS    | Höchstserie                                                 |
|       | Bester GD des Turniers                                      |
|       | Bester ED des Turniers                                      |
|       | Beste HS des Turniers                                       |
|       | 1. Platz (Gold)                                             |
|       | 2. Platz (Silber)                                           |
|       | 3. Platz (Bronze)                                           |

| Platz                     | Name              | MP   | Pkte. | Aufn. | GD    | BED   | HS  |
| ------------------------- | ----------------- | ---- | ----- | ----- | ----- | ----- | --- |
| 1                         | Ludo Dielis       | 13:1 | 1400  | 130   | 10,76 | 25,00 | 81  |
| 2                         | Raymond Ceulemans | 12:2 | 1311  | 82    | 15,98 | 50,00 | 141 |
| 3                         | Henk de Kleine    | 9:5  | 1131  | 157   | 7,20  | 10,00 | 78  |
| 4                         | Johann Scherz     | 8:6  | 1132  | 164   | 6,90  | 10,00 | 43  |
| 5                         | Roland Dufetelle  | 7:7  | 1097  | 140   | 7,83  | 11,76 | 56  |
| 6                         | Günter Siebert    | 4:10 | 1024  | 208   | 4,92  | 5,71  | 39  |
| 7                         | Eduardo Brufau    | 2:12 | 942   | 178   | 5,29  | 5,88  | 59  |
| 8                         | Franz Stenzel     | 1:13 | 924   | 183   | 5,04  | 5,40  | 43  |
| Turnierdurchschnitt: 7,21 |                   |      |       |       |       |       |     |